# 楊名
楊名（1505年—1559年），字實卿，號方洲，四川遂寧縣（今四川省遂寧市）人。明朝翰林，嘉靖七年四川解元，連中探花。任翰林院編修，因向明世宗直言進諫，而得罪下詔獄被罷黜。

## 生平
楊名年少時，督學王廷相認為其言語稱奇，補做其門下弟子生員。嘉靖七年（1528年），四川鄉試第一（解元）。嘉靖八年，登進士一甲第三名（探花），授翰林院編修。聽說祖母去世后，請求緊急歸鄉；之後再回朝廷，擔任展書官。
嘉靖十一年（1532年）十月，天有彗星，依律群臣進言。楊名上書稱明世宗喜怒失中，用舍不當。其言痛切剛直，世宗懷恨在心，但仍回旨稱其為忠言，并令其不必隱諱。楊名不譜世宗心思，繼續直言道：
吏部是百官之首，尚書為百官之表；然而吏部尚書汪鋐卻是最卑鄙的小人。此外，武定侯郭勛奸詐狡猾，太常寺卿陳道瀛、金贇仁粗鄙酣淫。這幾人，輿論早都稱其不應任用，然而陛下你仍任用他們，這是聖上有偏愛的緣故。諸位大臣進言忤逆了聖上，此心實為可原諒的。大學士李時以愛惜人才為情，既然被聖上嘉獎採納，但吏部卻不為他簽署發批准。臣所說的謂虛文塞責的事，難道完全沒有么？這些得罪的大臣們，輿論認為應當寬恕，但陛下卻不肯原諒他們，這是聖上有偏怒的緣故。道士邵元節利用點卑鄙技巧，蒙蔽聖上。您曾經下令在內府設斋醮，并命左右大臣為供事奔走，所以致使有不肖之徒在黑夜乞求出入宮門的。如果將這些寫入史冊，後世人們將如何評價？這都是聖上心中稍有的偏激，因此臣敢抒發自己的狂愚。
奏疏呈上后，嘉靖帝震怒，即刻逮捕楊名下詔獄拷訊。汪鋐上書稱道：
楊名是與楊廷和同鄉，最近張孚敬離任，楊廷和的同黨總是計劃要報復，所以這才攻擊我。臣為皇上選拔任用，一心只想重振朝廷綱法，但總有大臣指責我操之過急。而且內閣大臣都在培植黨羽，所以楊名才敢如此欺君放肆。
明世宗深信其言，更加憤怒，于是命錦衣衛追問楊名的主使。楊名數次瀕臨死亡，但沒有什麽可承認的，只說曾將奏疏草稿給同榜進士程文德看過，明世宗遂將程文德一併拿下詔獄。當時侍郎黃宗明、侯補判官黃直論救，均先後入獄。致使三法司再擬楊名罪過，均不能恰當反映明世宗內心想法。于是，明世宗親自下詔，令楊名戍邊，入編伍瞿塘衞。第二年即釋放回來。後來多次舉薦，均不再召用。楊名家居二十多年，侍奉雙親。雙親都死後，他和弟弟楊台在墳墓旁結草廬居住。孝期滿後，因病去世。隆慶元年，贈光祿寺少卿。

## 其他
楊名在詔獄期間，明世宗急於尋找其幕後主使。當時牽連到同榜榜眼程文德，程文德自稱是主使，并因此得罪、貶為信宜縣典史。事後程文德在給楊名的一首詩中答道：
百年及第共承恩，四海交情真弟昆；主使何人吾道是，尚祈張膽叩天閽。——《答楊實卿詩》

## 家族
楊思寧（五世祖），楊友德（高祖父），楊萬全（曾祖父），楊時景（祖父）。楊洪江（父），母杜氏。
楊台（弟）、楊羲臣（子）。

## 延伸阅读
[在维基数据编辑]
 《國朝獻徵錄·卷之二十一》，出自焦竑《國朝獻徵錄》
 《明史卷二百〇七》，出自《明史》